# Leštinka
Leštinka là một làng thuộc huyện Chrudim, vùng Pardubický, Cộng hòa Séc.